# Das verwunschene Schloss
Das verwunschene Schloss är en operett i fem akter (bilder) med musik av Carl Millöcker och libretto av Alois Berla.

## Historia
Carl Millöcker började sin musikkarriär vid 16 års ålder 1858 som flöjtist i orkestern till Theater in der Josefstadt, som då leddes av Franz von Suppé. Den unge Millöcker hade också börjar komponera och visade sina verk för von Suppé, som uppmuntrade den unge musikern. Efter sex år hade Millöcker avancerat till dirigent vid Thalia Theater i Graz. Hans första operetter sattes upp där 1865: enaktarna Der tote Gast och Die lustigen Binder. Han gifte sig med teaterns primadonna och återvände sedan till Wien där han dirigerade på Theater an der Wien och Harmonie-Theater. De flesta av Millöckers operetter blev inga succéer och han drog mer uppmärksamhet till sig som dirigent, bland annat av Johann Strauss den yngres Läderlappen 1874.
Den 30 mars 1878 hade Millöckers operett Das verwunschene Schloss premiär på Theater an der Wien. Berlas libretto on ett hemsökt slott liknade handlingen i Robert Planquettes operett Cornevilles klockor (1877), som hade haft premiär i Paris knappt ett år tidigare - Wienpremiären skedde dock efter Millöckers verk. Das verwunschene Schloss var en operett i folklig stil, där två av wienarnas största favoriter, Alexander Girardi och Josephine Gallmeyer, hjälpte stycket till en viss framgång. Till skillnad från Planquettes verk utspelas operetten i de österrikiska alperna i stället för Normandie, och det saknades både en elak girigbuk och en hemlig skatt, men det förekom en vallpojke vid namn Andredl (Girardi) som upptäcker en festglad greve som ger nattliga fester i slottet.
Trots att operetten kallades för Volksoperette (Folkoperett) ansåg wienarna den för folklig, men efter att den spelats med stor framgång ute i landsorten under flera år, återkom den i triumf till Theater an der Wien 1893 och framfördes totalt 63 gånger fram till 1909. Arian O, du himmelblauer See! var förmodligen den första sång av Millöcker som blev berömd utanför Österrike.

## Personer
- Coralie, en sångerska (Sopran)
- Mirzl, dotter till Großlechner (Sopran)
- Seppl, förste vallpojke (Tenor)
- Andredl, andre vallpojke (Tenorbuffo)
- Graf von Geiersburg
- Großlechner, en rik bonde
- Simon, värdshusvärd på "Zum Kreuz"
- Den gamla Traudl
- Hennes barnbarn Regerl
- Hovmästare Lamotte